# Les Lois de la gravité
Les Lois de la gravité est roman de l'écrivain français Jean Teulé.

## Adaptation
- Les Lois de la gravité a été adapté au théâtre par Marc Brunet en 2010. La pièce a été jouée au festival d'Avignon 2010 puis reprise en 2011 après 5 mois de succès à la Manufacture des Abbesses.
- Le roman a également été adapté au cinéma par Jean-Paul Lilienfeld dans Arrêtez-moi, sorti en 2013.